# E de evidencia
E de evidencia es la quinta novela de la colección de novelas de misterio «Alfabeto del crimen», de Sue Grafton, en la que aparece Kinsey Millhone, una detective privada de la ciudad ficticia de Santa Teresa (California). Es el libro más corto de la colección hasta la fecha.  [cita requerida] La trama de la novela desvela episodios del pasado de Kinsey con la aparición de su segundo exmarido, Daniel Wade, un músico de jazz y consumidor habitual de drogas que se menciona brevemente en la novela C de Cadáver.
En 2005, Grafton dijo en una entrevista que prefería escoger un título poco después de comenzar a escribir, porque eso le ayudaba a encarrilar la narración. «Había pensado en el título "E" Is for Ever. Me encantaba el juego de palabras, pero tenía que pensar en un título mejor. Por eso, escogí "E" Is for Evidence (E de evidencia). Conocer el título me permite asegurarme de que la historia que estoy contando es pertinente».

## Resumen del argumento
La quinta novela de la colección «Alfabeto del crimen» comienza justo después de Navidad, cuando Kinsey descubre que han abonado en su cuenta bancaria cinco mil dólares misteriosamente, y recuerda que pocos días antes le pidieron que investigara una reclamación por el incendio de una fábrica en Colgate como parte del contrato informal de alquiler de su despacho que tenía con la compañía de seguros California Fidelity Insurance. El negocio en cuestión, Wood/Warren, pertenece a la familia Wood, a la que Kinsey conoce personalmente desde el instituto. 
Expulsada temporalmente de California Fidelity, Kinsey comienza su propia investigación para probar su inocencia con la ayuda de Darcy (quien al principio se muestra reacia a cooperar), gerente de la CFI. Kinsey comparte con Darcy su aversión hacia el director del departamento de reclamaciones, Andy Motycka, a quien Kinsey considera el principal sospechoso, aunque no puede imaginarse para quién podría estar trabajando. La detective retoma el contacto con la familia Wood y descubre algunos de sus secretos más oscuros: que Ebony, la hermana más mayor, quiere controlar el negocio, y que Lance era prácticamente un delincuente en el instituto. También, descubre que un antiguo empleado de Wood/Warren, Hugh Case, se había suicidado dos años antes, pero la sospechosa desaparición de todos los análisis del cuerpo de Hugh parece respaldar la reclamación de Lyda, su viuda, de que fue un asesinato en lugar de un suicidio. La certeza de Lyda de que Lance había sido el asesino de su difunto marido no convence a Kinsey, pero no parece poder encontrar más pistas. Su ánimo está decaído, y es, posiblemente, el peor momento para que Daniel aparezca ocho años después de haberse ido sin decir nada. Es muy duro para Kinsey lidiar con esto, pero, finalmente, acepta guardarle una guitarra mientras él pone su vida en orden. 
Mientras va hacia una fiesta de Año Nuevo en casa de Olive y Terry, una bomba con apariencia de regalo situada en el escalón de la entrada casi termina con su vida. Olive muere y Terry resulta gravemente herido. Kinsey procura rechazar los ofrecimientos de Daniel, que insiste en cuidar de ella durante su recuperación, y su desconfianza demuestra estar justificada cuando descubre que la guitarra que le ha estado guardando tiene micrófonos ocultos, y que ha estado informando sobre su investigación a Ebony y Bass Wood. También, descubre que Daniel y Bass son amantes, y que Daniel la había abandonado por ella. Poco después, la detective encuentra el cuerpo de Lyda Case en un coche fuera de su apartamento. Tras forzar a los Wood a darle respuestas, Kinsey descubre un secreto familiar todavía más oscuro: cuando eran adolescentes, Lance había mantenido con Olive una aventura incestuosa que la dejó emocional y sexualmente marcada para el resto de su vida. Inmediatamente, las sospechas de Kinsey van a parar a Terry Kohler, y cuando la policía descubre que las huellas dactilares del coche en el que Lyda fue hallada pertenecen a un terrorista fugado llamado Chris Emms, se da cuenta de que Terry y Emms son la misma persona. 
Desafortunadamente, Emms tenía previsto que resolvería el caso y está esperándola en su apartamento con otra bomba. Antes de que explote, le explica que asesinó a Hugh Case porque descubrió su verdadera identidad, y a Lyda porque había encontrado más tarde los documentos que la confirmaban. Fue él quien incendió Wood/Warren y le tendió la trampa a Kinsey (con la ayuda de Andy Motycka) para vengarse de Lance, después de que Bass le revelase el secreto familiar de la relación incestuosa. Kinsey logra dispararle y escapar por la ventana del baño justo antes de que la bomba explote, acabando con la vida de Emms y destruyendo su casa. Después de que Daniel se vaya con Bass, el único cabo suelto que queda es el dinero que Emms había ingresado en su cuenta, y, siguiendo el consejo del teniente Dolan, se lo queda. 

## Premios
La novela fue nominada al premio a la mejor novela en los Premios Anthony de 1989.